# تاج كشفي

شارة التاج الكشفي الهولندي.

شارة التاج الكشفي البلجيكي.

رتبة التاج الكشفي هي أعلى رتبة كشفية يمكن الحصول عليها في العديد من المنظمات غير الإنجليزية الكشفية، على سبيل المثال، في هولندا في منتصف السبعينات وفي بلجيكا. ولكسب مجموعة معينة من شارات الجدارة للكشافين والمرشدات يجب ان تتوافق مع متطلبات إضافية.

## هولندا
الشارة الهولندية تتكون من شارة عللى شكل بيضوي يتوسطها تاج ذهبي على قماش من نوع الكاكي، وكانت ترتدى على الكم الأيسر من البدلة الكشفية.